# Johannes Bartholomäus Kobolt von Tambach
Johannes Bartholomäus Kobolt von Tambach (* 24. August 1592 in Tambach; † 5. Februar 1645 in Passau) aus dem Adelsgeschlecht Kobolt war Weihbischof in Passau.

## Leben
Johannes Bartholomäus Kobolt von Tambach stammte aus einer Familie des Ulmer Stadtbürgertums, die 1573 in den Adelsstand erhoben worden war. Er wurde 1618 in Freiburg zum Doktor beider Rechte promoviert, war Pfarrer in Neustadt bei Coburg in der Diözese Regensburg und erhielt ein Kanonikat in Straubing. Von 1624 bis 1636 war er Offizial und Generalvikar in Regensburg und vom 16. Juli 1636 bis 1640 unter Fürstbischof Erzherzog Leopold Wilhelm von Österreich (Bischof von Passau 1625–1662) Passauer Offizial und Generalvikar für das Land unter der Enns und nach seinen Angaben vorerst auch für das Land ob der Enns. 1637 wurde er zum Bischof von Lampsakos und Weihbischof ernannt. Außerdem wurde er zum Pfarrer und Dechanten von Tulln in Niederösterreich und Straubing in Niederbayern ernannt. Gleichzeitig mit ihm war auch Nikolaus Aliprandi von Thomasis (1600–1642) Weihbischof und Generalvikar für das Offizialat ob der Enns, da Erzherzog Leopold Wilhelm kein Priester war und in seinem Bistum keine sakramentalen Funktionen ausüben konnte.
Über Kobolts Wirken als Bischof sind zahlreiche Nachrichten erhalten. 1638 spendete er in der Stiftskirche des Stiftes Klosterneuburg das Sakrament der Firmung, außerdem in St. Martin und bei den Franziskanern. 1643 konsekrierte er vier Altäre in der Stiftskirche und weihte Priester und Diakone. Im selben Jahr infulierte er den neuen Propst Rudolf Miller und weihte am nächsten Tag in St. Martin sechs Altäre. Als er 1639 Klosterneuburger Chorherren in der Kirche von Hietzing bei Wien ordinierte, kam es zu Konflikten mit der Diözese Wien, weil die Kirche zum Wiener Diözesanbereich gehörte. Weitere Konsekrationen sind 1640 in Niederösterreich, in der Kartause Mauerbach und der Kirche von Zistersdorf und bei den Jesuiten in Passau überliefert.
In Tulln und Straubing häufte er in seinen letzten Lebensjahren so hohe Schulden an, dass die Pfarre Tulln 1644 unter Zwangsverwaltung (durch den Propst von Klosterneuburg) gestellt wurde. Er starb am 5. Februar 1645 in Passau und wurde am 7. März  in der (heute profanierten) Kapelle der Fronleichnamsbruderschaft im Domkreuzgang bestattet. Als Weihbischof in Niederösterreich folgte ihm 1646 Ulrich Grappler.